# Acanista alphoides
Acanista alphoides, jedina vrsta kukca heksapoda iz roda Acanista, porodica strizibuba, potporodica Lamiinae, tribus Acanthocinini. Živi na sjeveroistoku Australije (poluotok York), Molucima i Papui Novoj Gvineji, otok Raja Ampat. 

## Vanjske poveznice
- Lamiaires du Monde Coleoptera Cerambycidae Lamiinae